# Sölvesborgs kommun
Sölvesborgs kommun är en kommun i Blekinge län. Centralorten är Sölvesborg.
Den västra delen av kommunen omfattar större delen av den skogklädda urbergsryggen Ryssberget. Där växer en av Sveriges största sammanhängande bokskogar. Den östra delen inkluderar Hanö, Hanöbukten och Listerlandet och dess jordbruksbygd. Jordbruk som inkluderar stor broiler- och svinuppfödning har en lång tradition i Sölvesborg. I början av 2020-talet fanns också en stor andel av Sveriges minknäring i kommunen. Under lång tid har även fisket varit viktigt, dess betydelse har dock minskat fram till början av 2020-talet
Sedan kommunen bildades har befolkningen ökat, med undantag för enstaka år. Socialdemokraterna har varit största parti i samtliga val fram till 2022 då Sverigedemokraterna blev det största partiet.

## Administrativ historik
Kommunens område motsvarar socknarna: Gammalstorp, Mjällby, Sölvesborg och Ysane. I dessa socknar bildades vid kommunreformen 1862 landskommuner med motsvarande namn. I området fanns även Sölvesborgs stad som 1863 bildade en stadskommun.
Vid kommunreformen 1952  bildades "storkommunen" Gammalstorp (av de tidigare kommunerna Gammalstorp och Ysane) samtidigt som Sölvesborgs landskommun uppgick i Sölvesborgs stad medan Mjällby landskommun förblev oförändrad.
Sölvesborgs kommun bildades vid kommunreformen 1971 av Sölvesborgs stad samt Mjällby och Gammalstorps landskommuner.
Kommunen ingick från bildandet till 2001 i Sölvesborgs domsaga, före 1975 benämnd Listers och Sölvesborgs domsaga, och kommunen ingår sedan 2001 i Blekinge domsaga.

## Geografi
Kommunen ligger i västra Blekinge och innefattar Listerlandet. Den gränsar till Bromölla kommun i Skåne län samt till Olofströms kommun och Karlshamns kommun. I sydväst har kommunen en havsgräns mot Kristianstads kommun i Skåne län.

### Topografi och hydrografi
Den västra delen av kommunen omfattar  större delen av den skogklädda urbergsryggen Ryssberget. Där växer en av Sveriges största sammanhängande bokskogar. Den östra delen inkluderar Hanö, Hanöbukten och Listerlandet och dess jordbruksbygd. Listerlandets berggrund utgörs av unga sedimentära bergarter med enstaka restberg av granit. Listershuvud som når 84 meter över havet är det mest framträdande. Genom förekomsten av omfattande strandvallar och klapperstensfält på dess sydsida kan man följa Östersjöns olika höjdnivåer. Hagmarker omgivna av ekbackar, bokbestånd och björkdungar karakteriserar kustpartiet med djupt inskurna vikar och halvöar.
Nedan presenteras andelen av den totala ytan 2020 i kommunen jämfört med riket.
|  | Bebyggelse (13,2 %) |

|  | Skog (38,3 %) |

|  | Öppen myrmark (0,2 %) |

|  | Jordbruksmark (41,1 %) |

|  | Övrig mark (7,3 %) |

|  | Bebyggelse (3,1 %) |

|  | Skog (68,0 %) |

|  | Öppen myrmark (7,2 %) |

|  | Jordbruksmark (7,4 %) |

|  | Övrig mark (14,3 %) |

### Naturskydd
År 2023 fanns 15 naturreservat i Sölvesborgs kommun. Bland dessa återfinns det 11 hektar stora reservatet Spraglehall. Reservatet består av restberg med betesmark, avenbokskogar, hällmarker och hassellundar och strandängar. Området är även skyddar som Natura 2000. Ett annat exempel är Sölvesborgsviken. Reservatet skyddade 1939 och har bedömts vara av internationell betydelse då det är en övervintringsplats för vigg och salskrake. Även detta reservat är skyddat enligt Natura 2000.

### Administrativ indelning
Fram till 2016 var kommunen för befolkningsrapportering indelad i två församlingar: Mjällby församling och Sölvesborgs församling.

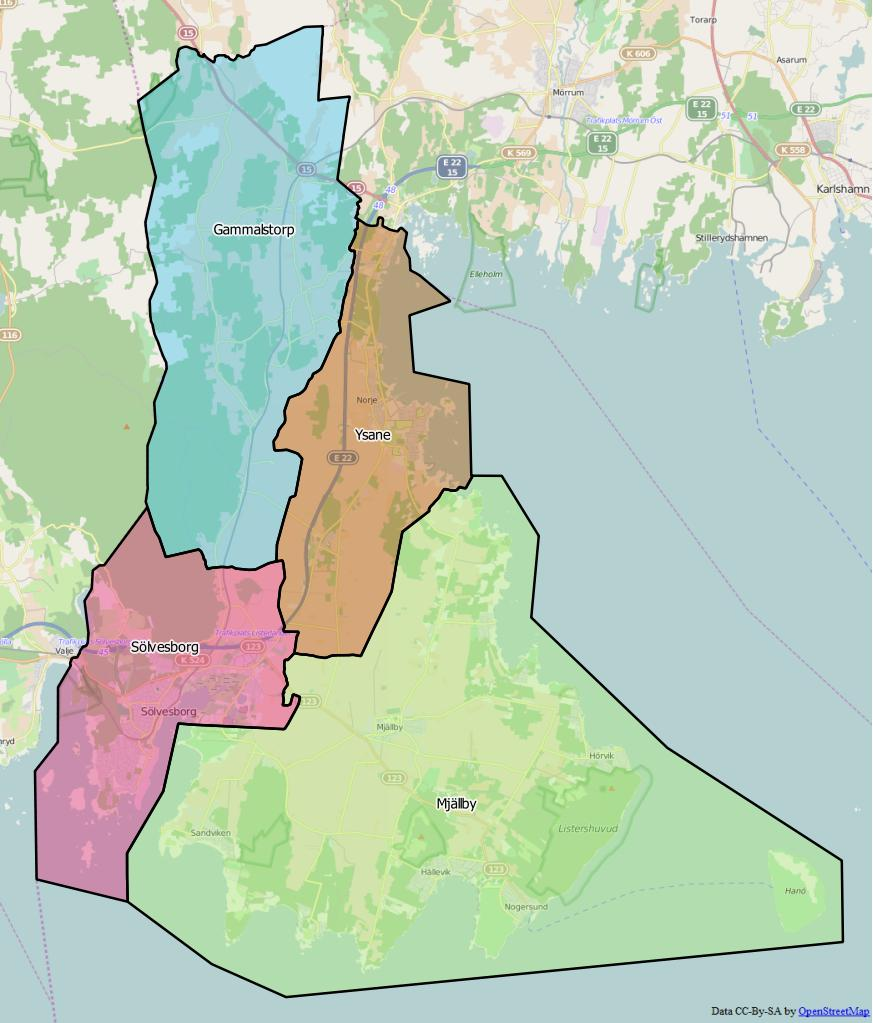
Distrikt inom Sölvesborgs kommun.

Från 2016 indelas kommunen istället i fyra distrikt: Gammalstorp, Mjällby, Sölvesborg och Ysane.

### Tätorter
| Nr | Tät- och småorter | Folkmängd |
| -- | ----------------- | --------- |
| 1  | Sölvesborg        | 8 972     |
| 2  | Hällevik          | 1 545     |
| 3  | Mjällby           | 1 319     |
| 4  | Norje             | 814       |
| 5  | Hörvik            | 802       |
| 6  | Lörby             | 264       |
| 7  | Ysane             | 214       |
| 8  | Djupekås          | 210       |
| 9  | Pukavik (del av)  | 201       |
| 10 | Valje (del av)    | 69        |

1. ↑  En mindre del av tätorten Pukavik är belägen i Karlshamns kommun.
2. ↑  En mindre del av tätorten Valje är belägen i kommunen, medan huvuddelen ligger i Bromölla kommun i Skåne län.

## Styre och politik

### Styre
| 1994–1998 | S  |   |     |     |
| 1998–2002 | S  |   |     |     |
| 2002–2006 | S  | V |     |     |
| 2006–2010 | S  | V | SÖP |     |
| 2010–2014 | S  | V | MP  |     |
| 2014–2018 | S  | V | MP  |     |
| 2018–2022 | SD | M | SOL | KD  |
| 2022–2026 | S  | M | C   | SOL |

### Kommunfullmäktige

#### Presidium
| Presidium 2022–2026    | Presidium 2022–2026 | Presidium 2022–2026 |
| ---------------------- | ------------------- | ------------------- |
| Ordförande             | M                   | Arne Bogren         |
| Förste vice ordförande | S                   | Viveka Olofsson     |
| Andre vice ordförande  | SD                  | André Svensson      |

#### Lista över kommunfullmäktiges ordförande
| Namn | Namn                | Tillträdde | Avgick |
| ---- | ------------------- | ---------- | ------ |
|      | Inger Sandberg (S)  | 1988       | 2006   |
|      | Stig Jönsson (S)    | 2006       | 2010   |
|      | Viveka Olofsson (S) | 2010       | 2018   |
|      | Arne Bogren (M)     | 2018       |        |

#### Mandatfördelning 1970–2022
| 2 | 24 | 8 | 7 |  | 7 |

| 47 |

| 2 | 23 | 11 | 5 |  | 7 |

| 45 |

| 2 | 23 | 10 | 5 |  | 8 |

| 41 | 8 |

| 2 | 22 | 8 | 5 |  | 11 |

| 40 | 9 |

| 2 | 24 | 8 | 3 |  | 11 |

| 36 | 13 |

|  | 24 |  | 6 | 5 |  | 11 |

| 38 | 11 |

|  | 24 | 4 | 5 | 4 | 2 | 9 |

| 37 | 12 |

|  | 22 | 3 |  | 4 | 4 | 3 | 11 |

| 35 | 14 |

| 3 | 27 | 2 | 4 | 2 |  | 10 |

| 33 | 16 |

| 5 | 22 | 2 |  | 3 |  | 4 | 11 |

| 33 | 16 |

| 4 | 22 |  | 2 | 2 | 3 | 3 | 3 | 9 |

| 32 | 17 |

| 3 | 21 |  | 5 | 3 | 2 | 2 | 12 |

| 29 | 20 |

| 2 | 21 | 2 | 6 | 2 | 2 |  | 13 |

| 26 | 23 |

| 2 | 21 |  | 11 |  | 2 |  |  | 9 |

| 27 | 22 |

| 2 | 17 | 14 | 2 | 2 |  | 2 | 9 |

| 30 | 19 |

| 3 | 14 | 20 |  |  | 2 | 8 |

| 32 | 17 |

### Nämnder

#### Kommunstyrelse
Kommunstyrelsen utgörs av 13 ordinarie ledamöter. Dess ordförande och vice ordförande är kommunens kommunalråd medan dess andre vice ordförande är kommunens oppositionsråd.
Under kommunstyrelsen finns två utskott: Arbetsutskottet och Näringslivsutskottet.
| Presidium 2022–2026 | Presidium 2022–2026 | Presidium 2022–2026        |
| ------------------- | ------------------- | -------------------------- |
| Ordförande          | S                   | Birgit Birgersson-Brorsson |
| Vice ordförande     | M                   | Kith Mårtensson            |

#### Lista över kommunstyrelsens ordförande
| Namn | Namn                       | Från | Till | Politisk tillhörighet |
| ---- | -------------------------- | ---- | ---- | --------------------- |
|      | Jens Åberg                 | 1988 | 2006 | Socialdemokraterna    |
|      | Heléne Björklund           | 2007 | 2018 | Socialdemokraterna    |
|      | Louise Erixon              | 2019 | 2022 | Sverigedemokraterna   |
|      | Birgit Birgersson Brorsson | 2023 |      | Socialdemokraterna    |

#### Övriga nämnder
| Nämnd                                        | Ordförande | Ordförande           | Vice ordförande | Vice ordförande          | Andre vice ordförande | Andre vice ordförande |
| -------------------------------------------- | ---------- | -------------------- | --------------- | ------------------------ | --------------------- | --------------------- |
| Barn- och utbildningsnämnden                 | S          | Jörgen Englin        | M               | Diana Sjöström           | SD                    | Benny Karlsson        |
| Vård- och omsorgsnämnden                     | S          | Lina Jörnkrans       | M               | Anders Fransson          | KD                    | Paul Andersson        |
| Arbete- och välfärdsnämnden                  | M          | Niklas Joelsson      | S               | Petra Johansen           | SD                    | Jimmy Rask            |
| Byggnadsnämnden                              | M          | Arne Bogren          | S               | Christina Barth Hedenram | SD                    | Harald Olsson         |
| Överförmyndarnämnden                         | S          | Gullvi Nilsson       | SD              | André Svensson           |                       |                       |
| Valnämnden                                   | M          | Diana Sjöström       | SD              | Hans Björk               |                       |                       |
| Samhällsbyggnads-, fritid- och kulturnämnden | S          | Christopher Ekenberg | M               | Susanne Fransson         | SD                    | Peter Thyrén          |

Källa:

### Valresultat 2022
Partiers starkaste valdistrikt vid kommunalvalet 2022:
| Parti                            | Valdistrikt      | Valdistrikt | Kommun  |
| Parti                            | Starkaste        | Andel       | Andel   |
| -------------------------------- | ---------------- | ----------- | ------- |
| SD                               | Mjällby m fl     | 47,46 %     | 38,87 % |
| S                                | Furulund         | 36,73 %     | 28,62 % |
| M                                | Hällevik m fl    | 21,02 %     | 15,07 % |
| V                                | Hjortakroken     | 8,80 %      | 5,06 %  |
| KD                               | Gammalstorp m fl | 4,45 %      | 3,31 %  |
| C                                | Hällevik m fl    | 4,19 %      | 2,95 %  |
| SoL                              | Furulund         | 2,93 %      | 2,40 %  |
| L                                | Möllebacken      | 2,28 %      | 1,65 %  |
| MED                              | Hällevik m fl    | 4,10 %      | 1,21 %  |
| MP                               | Siretorp m fl    | 1,94 %      | 0,72 %  |
| Data hämtat från Valmyndigheten. |                  |             |         |

Exklusive uppsamlingsdistrikt. Partier som fått mer än en procent av rösterna i minst ett valdistrikt redovisas.

### Vänorter
Sölvesborgs kommun har följande vänorter:
- Bornholms regionkommun i Danmark
- Wolgast i Tyskland (sedan 1991)
- Malbork i Polen (sedan 1998)

## Ekonomi och infrastruktur

### Näringsliv
Jordbruk som inkluderar stor broiler- och svinuppfödning har en lång tradition i Sölvesborg. I början av 2020-talet fanns också en stor andel av Sveriges minknäring i kommunen. Under lång tid har även fisket varit viktigt, dess betydelse har dock minskat fram till början av 2020-talet.
De största offentliga och privata arbetsgivarna var i november 2017 Sölvesborgs kommun med cirka 1 775 anställda respektive TitanX Engine Cooling AB med cirka 325 anställda.

#### Turism

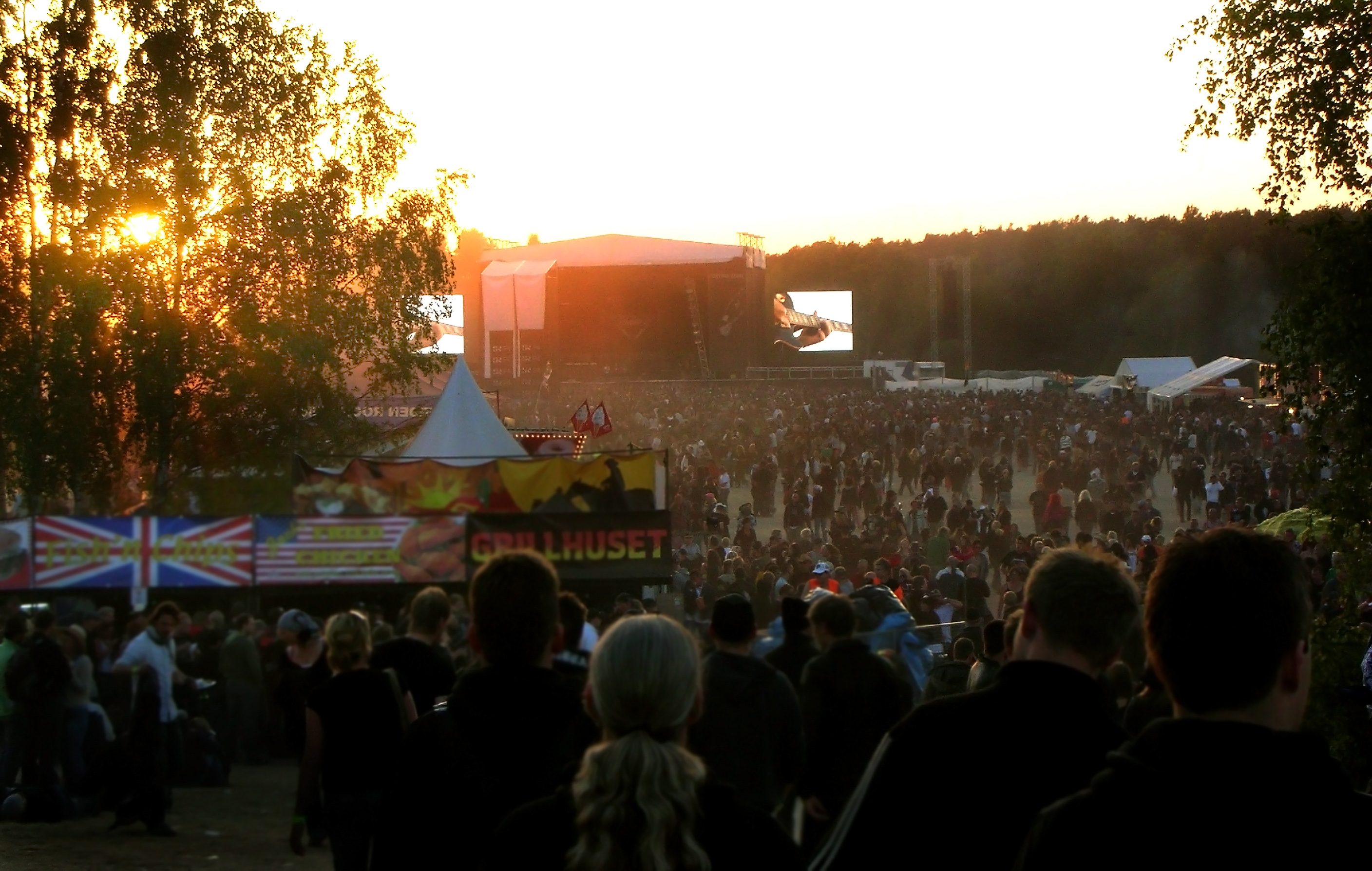
Sweden rock festival.

Under sommarmånaderna besöks kommunen av turister som fördubblar kommunens invånarantal från dryga 16 000 till 30 000.
De största attraktionerna är Sweden Rock Festival och Hällevik Tradjazz Festival som varje år lockar tiotusentals musikälskare från hela världen till Sölvesborgstrakten. Rockfestivalen går av stapeln i Norje, en dryg mil nordost om Sölvesborg, medan jazzfestivalen som namnet antyder hålls i Hällevik, en dryg mil sydost om staden. Från Sölvesborgs resecentrum går bussar till/från båda festivalerna.
Sölvesborgs stadsfestival Killebom startar första onsdagen i juli varje år.

### Infrastruktur

#### Transporter
Kommunen genomkorsas av Europaväg 22. Genom kommunen går även riksväg 15 och Länsväg 123. Även Blekinge kustbana genomkorsar kommunen.

## Befolkning

### Demografi

#### Befolkningsutveckling
Kommunen har 17 430 invånare (31 december 2024), vilket placerar den på 139:e plats avseende folkmängd bland Sveriges kommuner.
| Befolkningsutvecklingen i Sölvesborgs kommun 1970–2020 | Befolkningsutvecklingen i Sölvesborgs kommun 1970–2020 | Befolkningsutvecklingen i Sölvesborgs kommun 1970–2020 | Befolkningsutvecklingen i Sölvesborgs kommun 1970–2020 | Befolkningsutvecklingen i Sölvesborgs kommun 1970–2020 |
| ------------------------------------------------------ | ------------------------------------------------------ | ------------------------------------------------------ | ------------------------------------------------------ | ------------------------------------------------------ |
|                                                        |                                                        |                                                        |                                                        |                                                        |
| År                                                     |                                                        |                                                        | Folkmängd                                              |                                                        |
| 1970                                                   | 1970                                                   |                                                        | 15 210                                                 |                                                        |
| 1975                                                   | 1975                                                   |                                                        | 15 632                                                 |                                                        |
| 1980                                                   | 1980                                                   |                                                        | 15 733                                                 |                                                        |
| 1985                                                   | 1985                                                   |                                                        | 15 533                                                 |                                                        |
| 1990                                                   | 1990                                                   |                                                        | 16 008                                                 |                                                        |
| 1995                                                   | 1995                                                   |                                                        | 16 635                                                 |                                                        |
| 2000                                                   | 2000                                                   |                                                        | 16 448                                                 |                                                        |
| 2005                                                   | 2005                                                   |                                                        | 16 558                                                 |                                                        |
| 2010                                                   | 2010                                                   |                                                        | 16 810                                                 |                                                        |
| 2015                                                   | 2015                                                   |                                                        | 17 160                                                 |                                                        |
| 2020                                                   | 2020                                                   |                                                        | 17 456                                                 |                                                        |

#### Utländsk bakgrund
Den 31 december 2014 utgjorde antalet invånare med utländsk bakgrund (utrikes födda personer samt inrikes födda med två utrikes födda föräldrar) 2 244, eller 13,23 % av befolkningen (hela befolkningen: 16 959 den 31 december 2014). Den 31 december 2002 utgjorde antalet invånare med utländsk bakgrund enligt samma definition 1 522, eller 9,31 % av befolkningen (hela befolkningen: 16 351 den 31 december 2002).

#### Invånare efter de vanligaste födelseländerna
Den 31 december 2014 utgjorde folkmängden i Sölvesborgs kommun 16 959 personer. Av dessa var 1 882 personer (11,1 %) födda i ett annat land än Sverige. I denna tabell har de nordiska länderna samt de 12 länder med flest antal utrikes födda (i hela riket) tagits med. En person som inte kommer från något av de här 17 länderna har istället av Statistiska centralbyrån förts till den världsdel som deras födelseland tillhör.
| Födelseland      | Födelseland                       | Födelseland |
| ---------------- | --------------------------------- | ----------- |
| 31 december 2014 |                                   |             |
| 1                | Sverige                           | 15 077      |
| 2                | Europeiska unionen: Övriga länder | 405         |
| 3                | Polen                             | 298         |
| 4                | Finland                           | 122         |
| 5                | Bosnien och Hercegovina           | 110         |
| 6                | Syrien                            | 100         |
| 7                | Asien: Övriga länder              | 95          |
| 8                | Tyskland                          | 92          |
| 9                | / SFR Jugoslavien/FR Jugoslavien  | 91          |
| 10               | Danmark                           | 83          |
| 11               | Thailand                          | 72          |
| 12               | Afrika: Övriga länder             | 69          |
| 13               | Norge                             | 68          |
| 14               | Irak                              | 57          |
| 15               | Somalia                           | 56          |
| 16               | Europa utom EU: Övriga länder     | 50          |
| 17               | Nordamerika                       | 23          |
| 18               | Turkiet                           | 22          |
| 19               | Sydamerika                        | 18          |
| 20               | Island                            | 17          |
| 21               | Kina                              | 15          |
| 22               | Afghanistan                       | 11          |
| 23               | Oceanien                          | 3           |
| 23               | Okänt födelseland                 | 3           |
| 25               | Iran                              | 2           |
| 26               | Sovjetunionen                     | 0           |

## Kultur

### Kulturarv
Utanför Nogersund ligger ön Hanö. Ön var under Napoleonkrigen en bas för engelska flottan och har därför en engelsk kyrkogård. Det går en färja dit.
Kulturcentret Konstnärsgården invigdes 28 juni 2008 och ligger på galleriet Karibakkas innergård. Här hade bland annat bildkonstnären Jonas Lundh tidigare en ateljé och verksamhet. I övrigt ordnas konserter, utställningar och kulturkaféer här.
Ljungbackastämman är en spelmansstämma som sedan 2013 hålls i juni i byn Ebbalycke i norra delen av kommunen.

### Kommunvapen

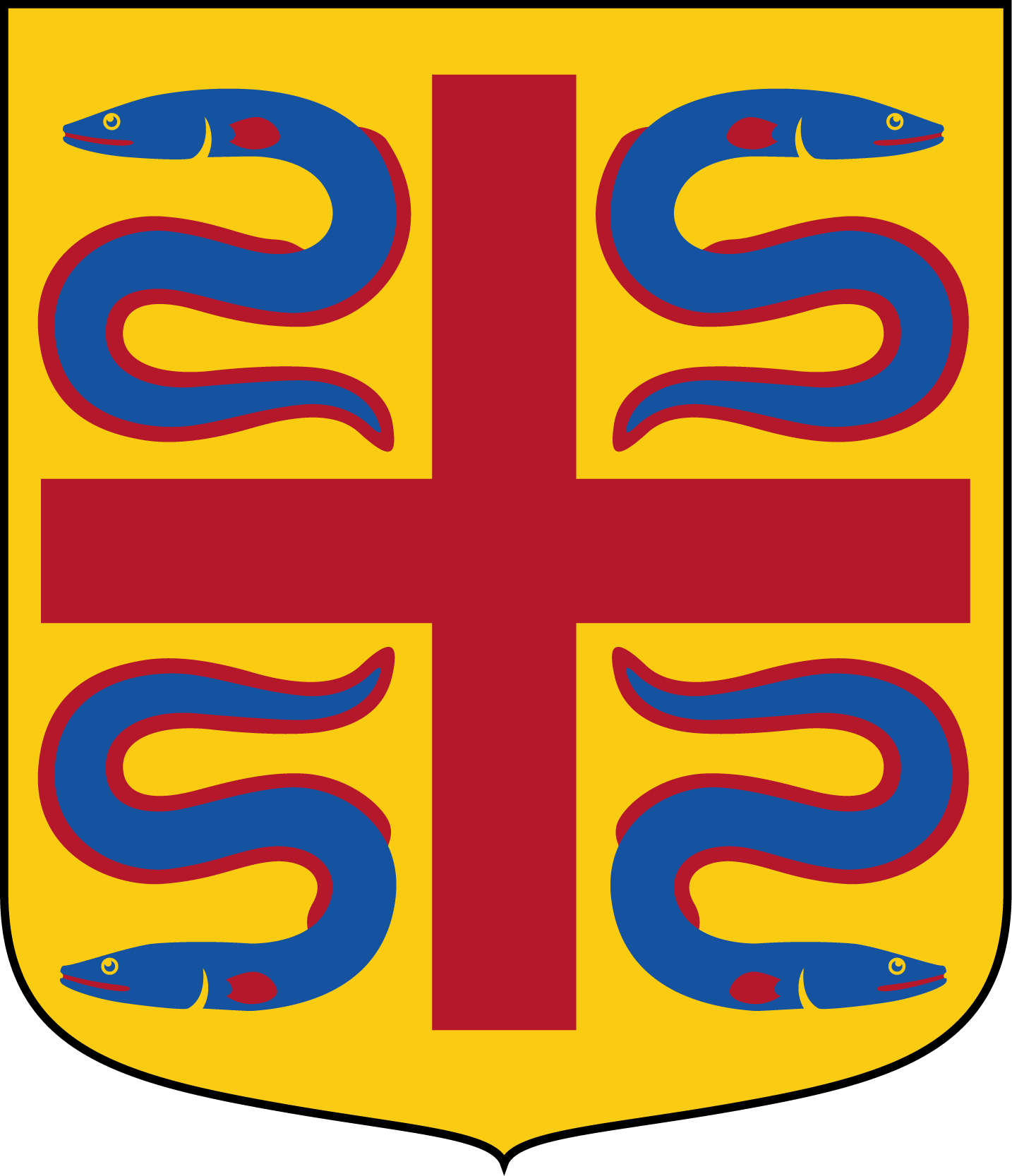
Sölvesborgs kommunvapen.

Blasonering: I fält av guld ett rött grekiskt kors åtföljt av fyra blå ålar med röd beväring, därest sådan skall komma till användning, de båda till vänster vänstervända och de båda undre störtade.
Vapnet fastställdes för Sölvesborgs stad år 1945 med förebild i ett sigill som tidigast är känt från 1535. Efter kommunbildningen registrerades det hos PRV år 1974.
Sedan 2019 använder kommunen en logotyp med en förenklad version av vapnet i annan färgsättning, vita element på blå sköld. Den tidigare färgsättningen är dock fortfarande den som finns registrerad som kommunens officiella vapen.